# Гранична глиална мембрана
Граничната глиална мембрана (на латински: glia limitans) е тънка барира от астроцитни израстъци (astrocyte foot processes), асоциирана в паренхималната базална ламина, обвиваща главния и гръбначния мозък. Граничната глиална мембрана представлява най-външния слой нервна тъкан, намиращ се директно под меката мозъчна обвивка (pia mater). Тази мембрана изпълнява ролята на физикална и имунологична бариера.

## Локализация и структура
Граничната глиална мембрана се образува от периваскуларните крачета на астроцитите, които са в тесен контакт с базалната ламина на мозъчния паренхим. Тази мембрана лежи под меката мозъчна обвивка (pia mater) и под субпиалното пространство (subpial space) и обвива периваскуларното пространство (наричано още пространство на Virchow-Robin). Всяко едно вещество, влизащо в централната нервна система (ЦНС) от кръвта или цереброспиналната течност, трябва да премине през граничната глиална мембрана.